# 亚格斯特豪森
亚格斯特豪森是德国巴登-符腾堡州的一个市镇。总面积17.67平方公里，总人口1569人，其中男性793人，女性776人（2011年12月31日），人口密度89人/平方公里。